# Nueva Loría
Nueva Loría är en ort i Mexiko.   Den ligger i kommunen Felipe Carrillo Puerto och delstaten Quintana Roo, i den östra delen av landet, 1 100 km öster om huvudstaden Mexico City. Nueva Loría ligger 30 meter över havet och antalet invånare är 225.
Terrängen runt Nueva Loría är mycket platt. Runt Nueva Loría är det mycket glesbefolkat, med 4 invånare per kvadratkilometer. Närmaste större samhälle är La Pantera, 18,4 km söder om Nueva Loría. I omgivningarna runt Nueva Loría växer i huvudsak städsegrön lövskog.